# Ctenognathus
Ctenognathus is een geslacht van kevers uit de familie van de loopkevers (Carabidae). De wetenschappelijke naam van het geslacht is voor het eerst geldig gepubliceerd in 1843 door Fairmaire.

## Soorten
Het geslacht Ctenognathus omvat de volgende soorten:
- Ctenognathus actochares Broun, 1894
- Ctenognathus adamsi (Broun, 1886)
- Ctenognathus arnaudensis (Broun, 1921)
- Ctenognathus bidens (Chaudoir, 1878)
- Ctenognathus cardiophorus (Chaudoir, 1878)
- Ctenognathus cheesemani (Broun, 1880)
- Ctenognathus colensonis (White, 1846)
- Ctenognathus crenatus (Chaudoir, 1878)
- Ctenognathus deformipes (Broun, 1880)
- Ctenognathus edwardsii (Bates, 1874)
- Ctenognathus helmsi (Sharp, 1881)
- Ctenognathus integratus (Broun, 1908)
- Ctenognathus intermedius (Broun, 1908)
- Ctenognathus libitus (Broun, 1914)
- Ctenognathus littorellus (Broun, 1908)
- Ctenognathus lucifugus (Broun, 1886)
- Ctenognathus macrocoelis (Broun, 1908)
- Ctenognathus montivagus (Broun, 1880)
- Ctenognathus munroi Broun, 1893
- Ctenognathus neozelandicus (Chaudoir, 1878)
- Ctenognathus novaezelandiae (Fairmaire, 1843)
- Ctenognathus oreobius (Broun, 1886)
- Ctenognathus otagoensis (Bates, 1878)
- Ctenognathus parabilis (Broun, 1880)
- Ctenognathus perrugithorax (Broun, 1880)
- Ctenognathus pictonensis Sharp, 1886
- Ctenognathus politulus (Broun, 1880)
- Ctenognathus punctulatus (Broun, 1877)
- Ctenognathus sandageri (Broun, 1882)
- Ctenognathus simmondsi (Broun, 1912)
- Ctenognathus sophronitis (Broun, 1908)
- Ctenognathus suborbithorax (Broun, 1880)
- Ctenognathus sulcitarsis (Broun, 1880)
- Ctenognathus xanthomelas (Broun, 1908)